# Đền Quán Thánh
Đền Quán Thánh, tên chữ là Trấn Vũ Quán, có từ đời Lý Thái Tổ (1010 - 1028), thờ Huyền Thiên Trấn Vũ, là một trong bốn vị thần được lập đền thờ để trấn giữ bốn cửa ngõ thành Thăng Long khi xưa (Thăng Long tứ trấn). Nơi đây cũng từng là một trong bốn Đạo quán lớn của Đạo giáo ở Thăng Long.
Đền Quán Thánh nằm bên cạnh Hồ Tây, cùng với chùa Kim Liên và chùa Trấn Quốc tạo nên sự hài hòa trong kiến trúc cảnh quan và trong văn hóa tín ngưỡng đối với cả khu vực phía Tây Bắc của Hà Nội. Đền tọa lạc tại số 190 phố Quán Thánh, phường Quán Thánh, quận Ba Đình, thành phố Hà Nội.

## Lịch sử

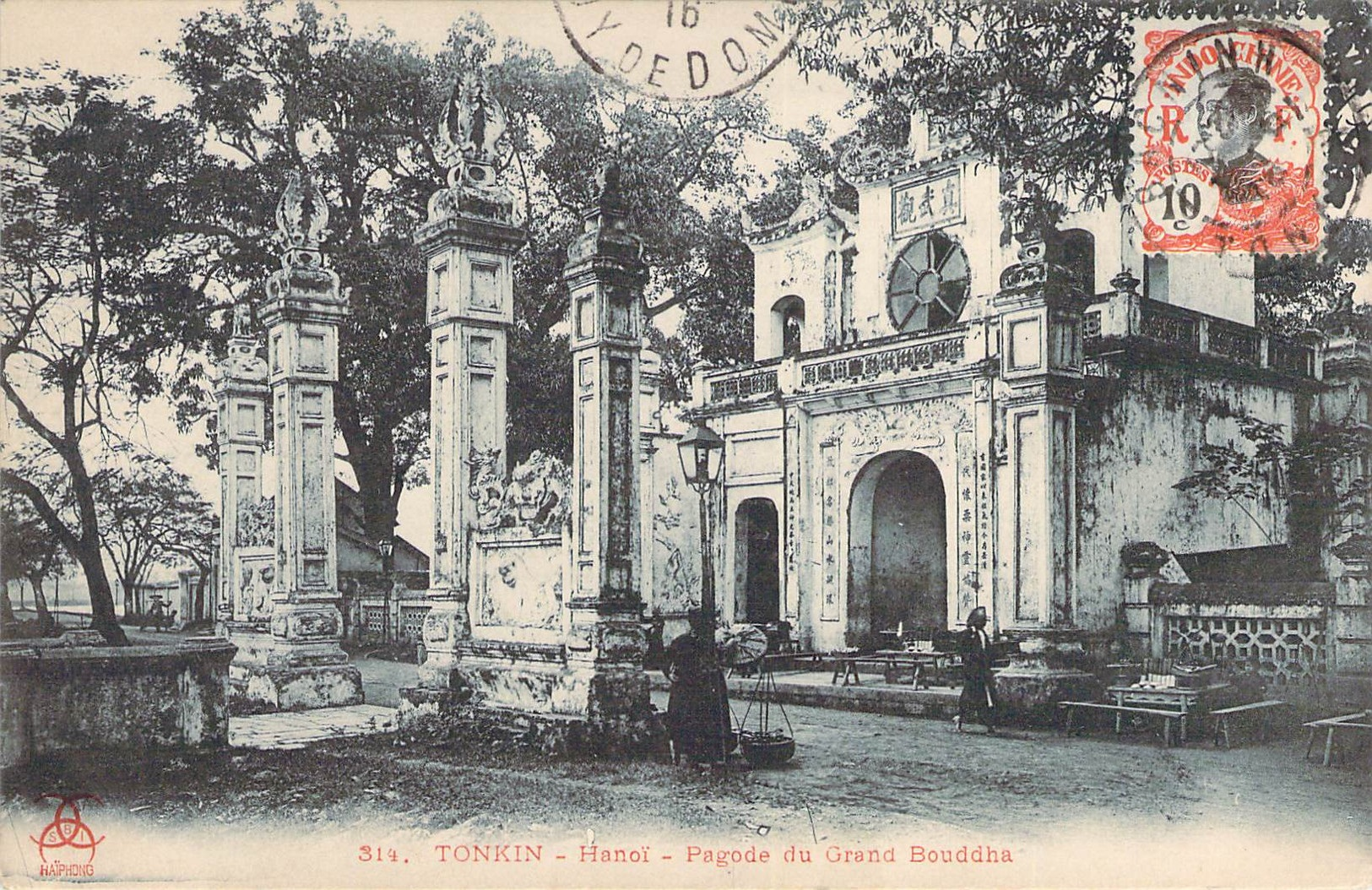
Cổng Nghi môn Đền Quán Thánh vào đầu thế kỷ 20

Đền được xây dựng vào đầu thời nhà Lý. Từng trải qua nhiều đợt trùng tu vào các năm 1618, 1677, 1768, 1836, 1843, 1893, 1941 (các lần trùng tu này được ghi lại trên văn bia). Đợt trùng tu năm Đinh Tỵ niên hiệu Vĩnh Trị thứ 2 tức đời vua Lê Hy Tông. Trịnh Tạc ủy cho con xuất của kho để di tạo Trấn Vũ Quán và pho tượng Thánh Trấn Vũ. Nghệ nhân trực tiếp chỉ huy đúc tượng Thánh Huyền thiên Trấn Vũ là Vũ Công Chấn. Ông cho đúc tượng Huyền thiên Trấn Vũ bằng đồng hun, thay cho pho tượng bằng gỗ trước đó. Năm Cảnh Thịnh 2 (1794) đời vua Quang Toản, viên Đô đốc Tây Sơn là Lê Văn Ngữ cho đúc chiếc khánh đồng lớn.
Vua Minh Mạng nhà Nguyễn khi ra tuần thú Bắc Thành cho đổi tên đền thành Chân Vũ quán (真武觀). Ba chữ Hán này được tạc trên trán cổng tam quan. Tuy nhiên, trên bức hoành trong Bái đường vẫn ghi là Trấn Vũ quán (鎮武觀). Năm 1842, vua Thiệu Trị đến thăm đền và ban tiền đúc vòng vàng đeo cho tượng Trấn Vũ. Đền được công nhận di tích lịch sử-văn hóa cấp quốc gia đợt đầu năm 1962.
Có thể thấy người xưa chấp nhận cả hai cách viết và gọi là Trấn Vũ quán và Đền Quán Thánh. Quán là Đạo Quán và là nơi thờ tự của Đạo Giáo, cũng như chùa là của Phật giáo.
Thánh Trấn Vũ là một hình tượng kết hợp nhân vật thần thoại Việt Nam (ông Thánh đã giúp An Dương Vương trừ ma trong khi xây dựng thành Cổ Loa) và nhân vật thần thoại Trung Quốc Trấn Vũ (vị Thánh coi giữ phương Bắc).

## Kiến trúc
Tương truyền đền có từ đời Lý Thái Tổ (1010-1028). Nhưng theo Vũ Tam Lang trong cuốn Kiến trúc cổ Việt Nam, thì đền được khởi dựng năm 1012.
Theo Vũ Tam Lang thì đền được di dời về phía Nam hồ Tây trong đợt mở rộng Hoàng thành Thăng Long năm 1474 của vua Lê Thánh Tông, nhưng diện mạo được tu sửa vào năm 1836-1838 đời vua Minh Mạng. Các bộ phận kiến trúc đền sau khi trùng tu bao gồm tam quan, sân, ba lớp nhà tiền tế, trung tế, hậu cung. Các mảng chạm khắc trên gỗ có giá trị nghệ thuật cao. Bố cục không gian thoáng và hài hòa. Hồ Tây phía trước mặt tiền tạo nên bầu không khí mát mẻ quanh năm.
Ngôi chính điện (bái đường) nơi đặt tượng Trấn Vũ có 4 lớp mái (4 hàng hiên). Chính giữa là bức hoành phi đề "Trấn Vũ Quán". Hai tường hồi có khắc các bài thơ ca ngợi ngôi đền và pho tượng Trấn Vũ của các tác giả thời nhà Nguyễn như Nguyễn Thượng Hiền, Vũ Phạm Hàm... Nhà Tiền tế có khám thờ và án thư cùng tượng thờ nghệ nhân đúc tượng Trấn Vũ, Luân Quận Công Vũ Công Chấn.

## Pho tượng thần Huyền Thiên Trấn Vũ

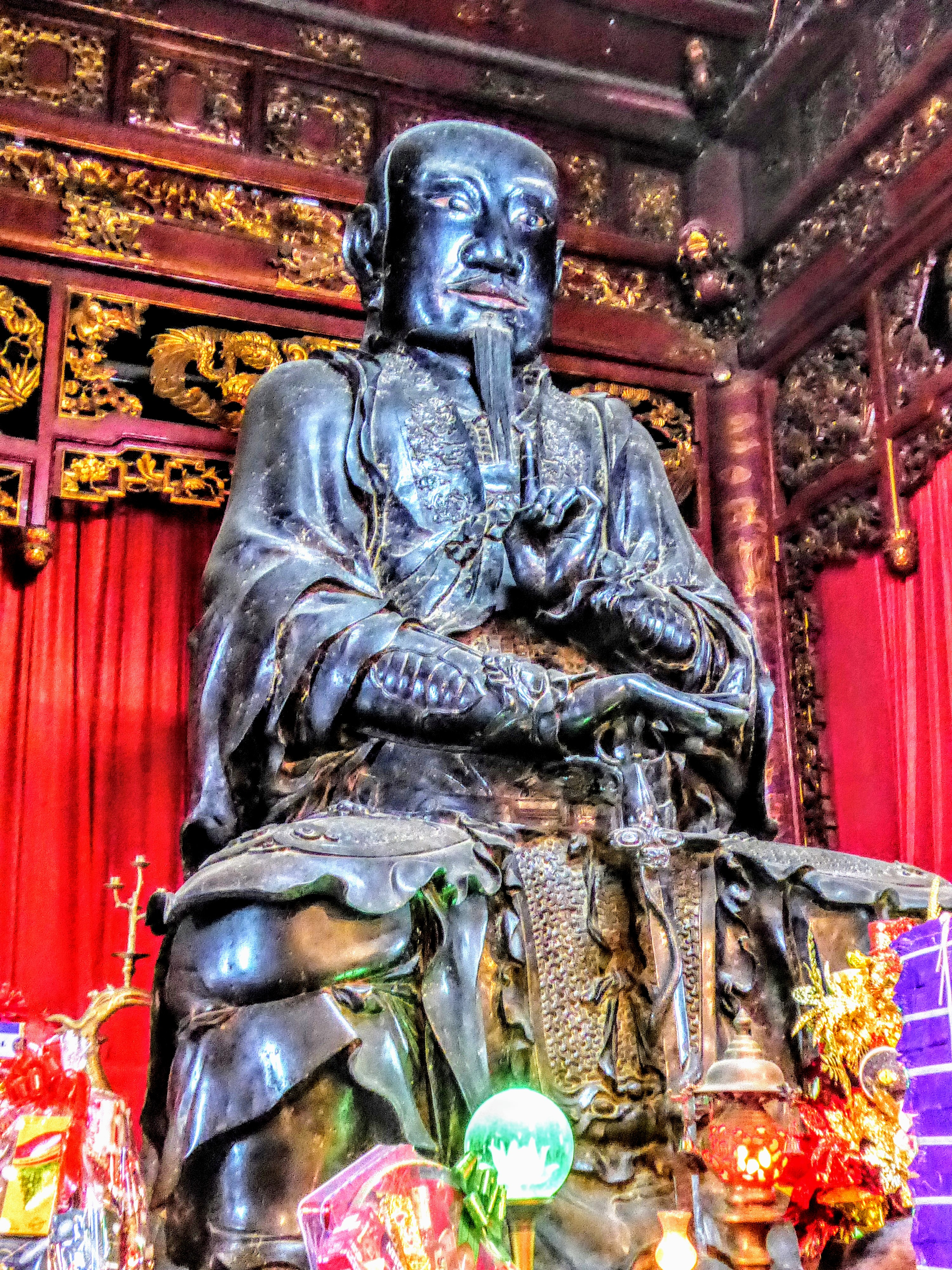
Tượng Huyền Thiên Trấn Vũ bằng đồng đen

Pho tượng thần Huyền Thiên Trấn Vũ được đúc bằng đồng đen vào năm Vĩnh Trị thứ 2 (1677), đời Lê Hy Tông .
Tượng cao 3,96m, chu vi 8m, nặng 4 tấn tọa trên tảng đá cẩm thạch cao 1,2m. Tượng có khuôn mặt vuông chữ điền nghiêm nghị nhưng bình thản, hiền hậu với đôi mắt nhìn thẳng, râu dài, tóc xoã không đội mũ, mặc áo đạo sĩ ngồi trên bục đá với hai bàn chân để trần. Bàn tay trái của tượng đưa lên ngang ngực bắt ấn thuyết pháp, bàn tay phải úp lên đốc kiếm, kiếm chống trên lưng rùa nằm giữa hai bàn chân, quanh lưỡi kiếm có con rắn quấn từ dưới lên trên. Rùa, rắn và kiếm là biểu trưng của Huyền Thiên Trấn Vũ.
Theo như sự tích được ghi chép ở đền thì Huyền Thiên Trấn Vũ là thần trấn quản phương Bắc đã nhiều lần giúp nước Việt đánh đuổi ngoại xâm. Lần thứ nhất vào đời Hùng Vương thứ 6 đánh giặc từ vùng biển tràn vào, lần thứ hai vào đời Hùng Vương thứ 7 đánh giặc Thạch Linh... Trong bản ghi chép còn có chi tiết Huyền Thiên Trấn Vũ giúp dân thành Thăng Long trừ tà ma và yêu quái, giúp An Dương Vương trừ tinh gà trắng xây thành Cổ Loa, diệt Hồ ly tinh trên sông Hồng đời Lý Thánh Tông...
Pho tượng Huyền Thiên Trấn Vũ là một công trình nghệ thuật độc đáo, đánh dấu kỹ thuật đúc đồng và tài nghệ của các nghệ nhân Việt Nam cách đây 3 thế kỷ.

## Hình ảnh

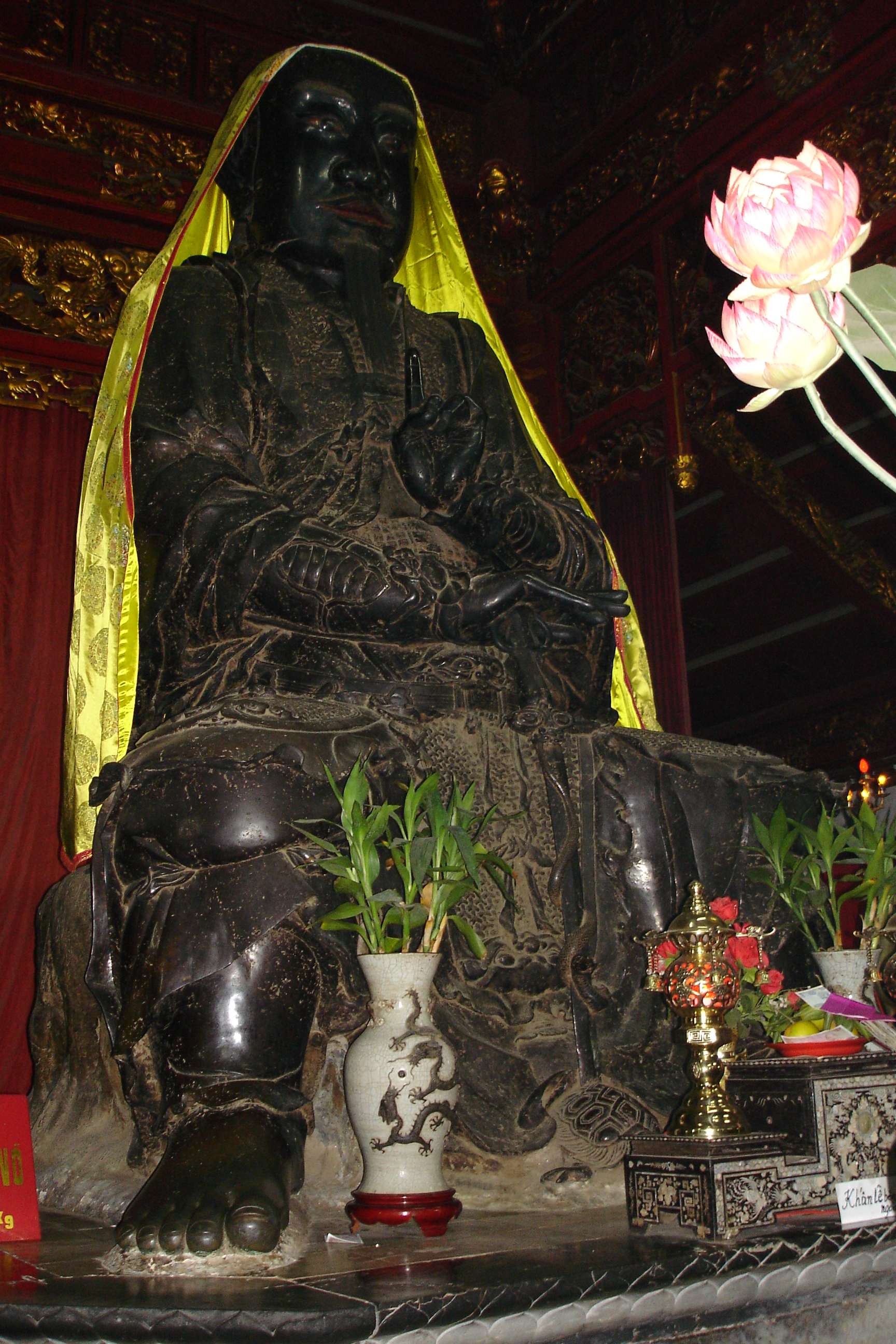
Tượng Trấn Vũ trong đền Quán Thánh.
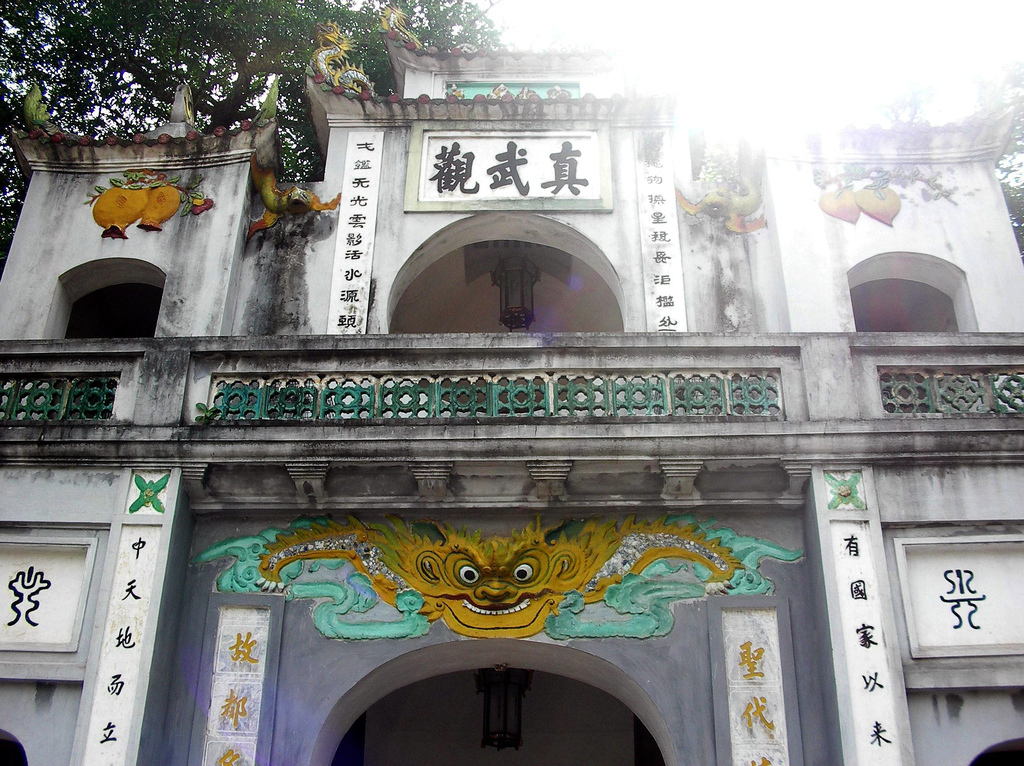
Cổng Tam quan đền, phía trên là 3 chữ 真武觀 (Chân Võ (Vũ) quán).
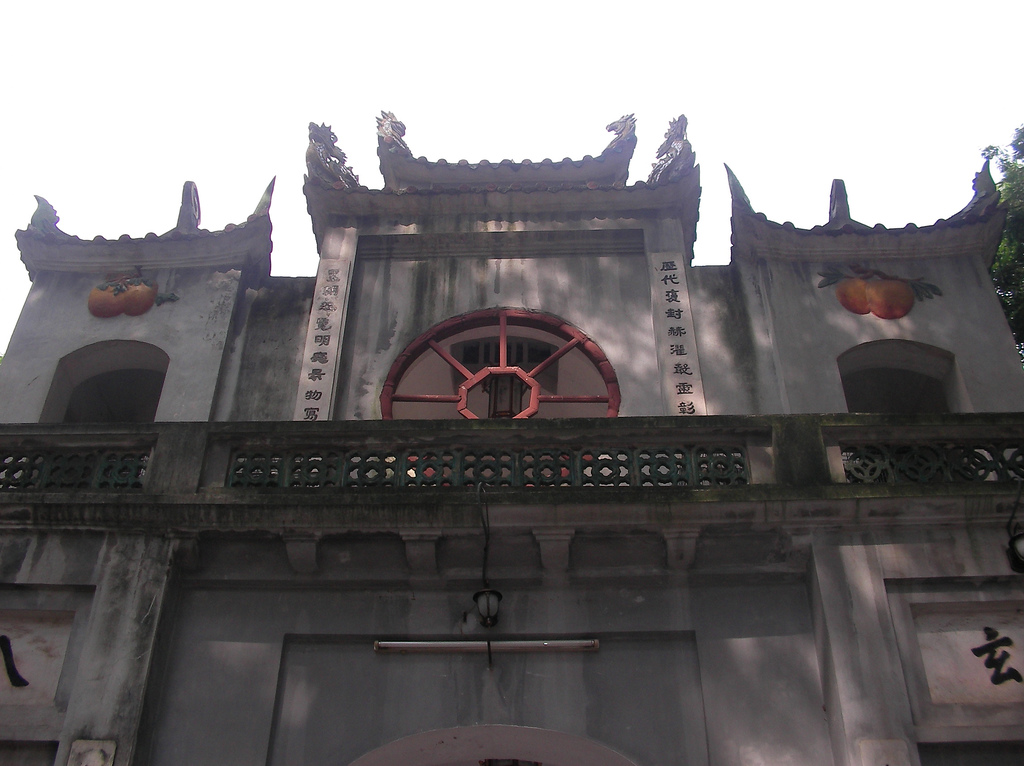
Cổng Tam quan cũ.
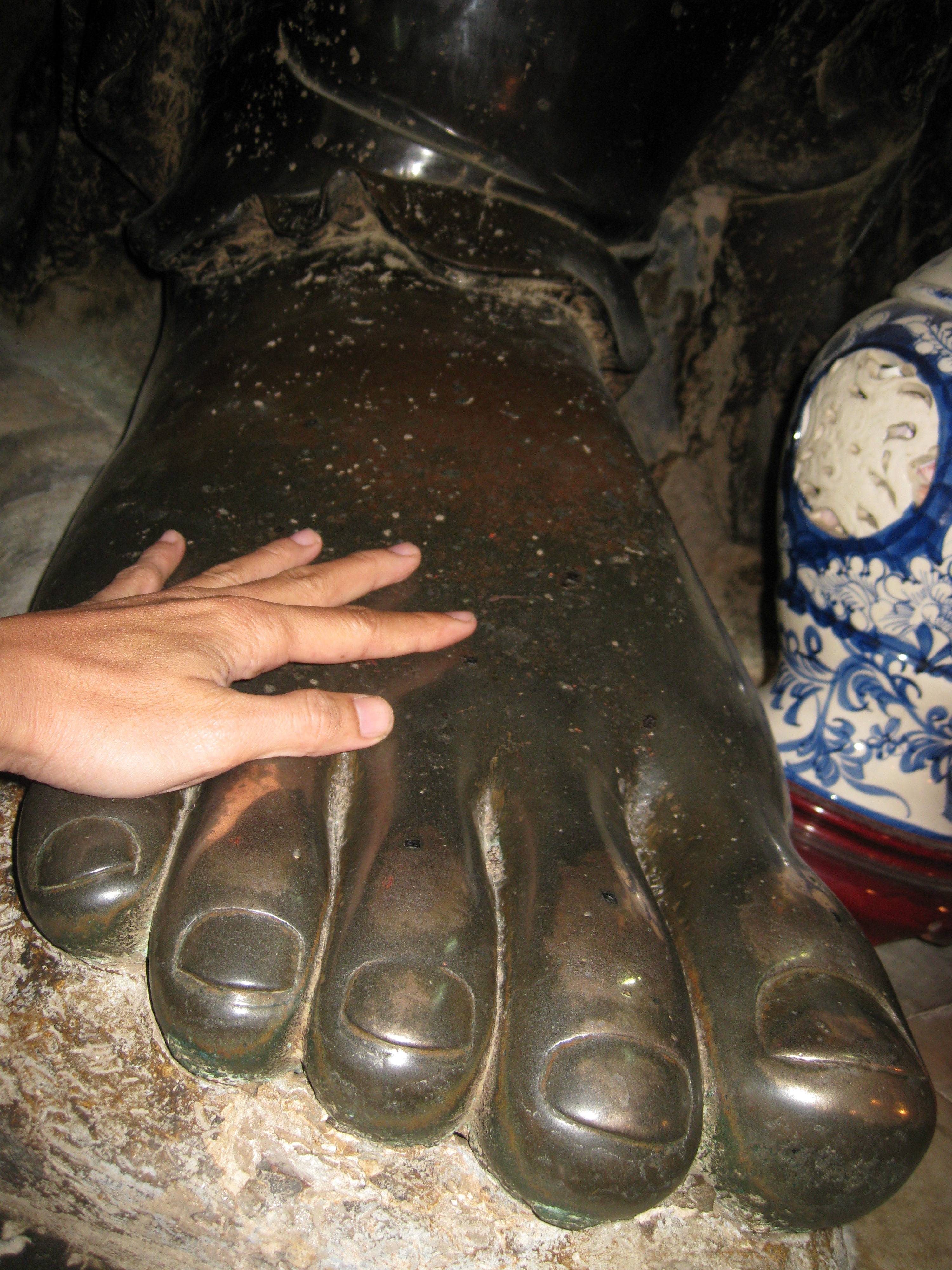
Bàn chân pho tượng Trấn Vũ.
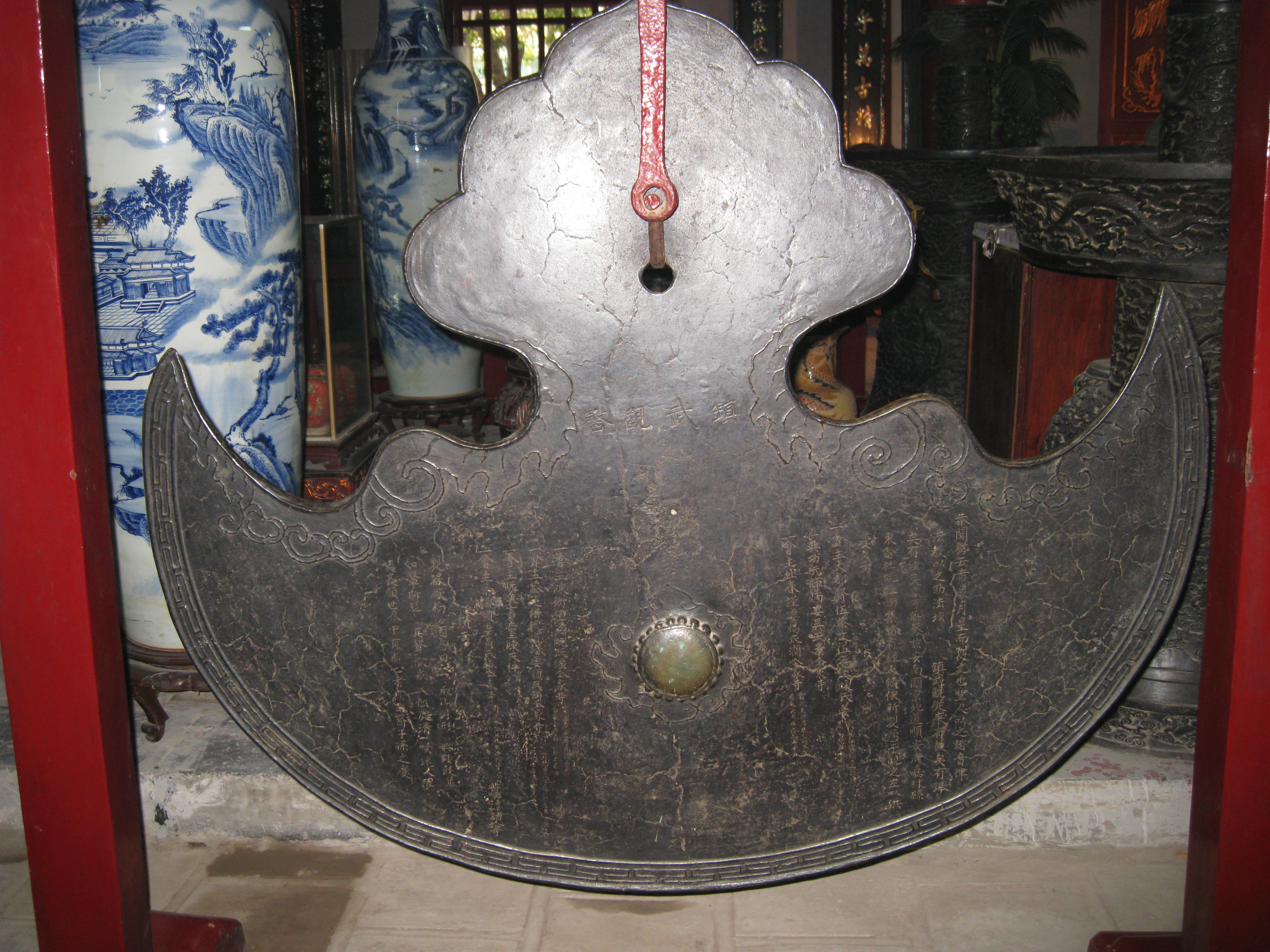
Khánh đồng.